# 劉雄 (北朝)
劉雄（6世纪？—578年），字猛雀，臨洮郡子城县（今甘肃省蘭州市皋蘭县）人，西魏、北周官员。

## 生平
刘雄年轻时机敏善辩，慷慨有大志。大统年间，刘雄以宇文泰亲信为起家官，很快出任统军、宣威将军、给事中，担任子城县县令，加都督、辅国将军、中散大夫，兼中书舍人，获赐姓宇文氏。周孝闵帝登基，刘雄加大都督，历任司市下大夫，齐右下大夫，掌小驾部，进位车骑大将军、仪同三司。保定四年（564年），刘雄掌管中外府属，跟随宇文护征讨洛阳。
天和二年（567年），刘雄升任驾部中大夫。天和四年（569年），刘雄兼任齐公宇文宪府掾，跟从宇文宪出征宜阳城，修筑安义城等城。天和五年（570年），北齐丞相斛律光率军修筑通关城来救援宜阳。之前北周与北齐修好，相约各自保境安民，不相侵扰。到此时，宇文宪认为齐人失信，就派刘雄出使到斛律光军中，谴责他背约。刘雄辞义劲直，齐人胆怯。刘猛出使返回后兼任中外府掾，不久又加骠骑大将军、开府仪同三司，封周昌县伯，食邑六百户。齐人又在姚襄城修筑伏龙城等五城，以安顿守境的士兵。刘雄随齐公宇文宪攻打他们，攻陷北齐五城。宇文宪又派遣刘雄与柱国宇文盛在北齐长城以西连营防御，北齐将军段韶等领兵包围宇文盛。营外先前有长长的壕沟，大将军韩欢与段韶交战不利，刘雄亲自背上排梯，率领部下二十多人凭借壕沟奋力作战，段韶等才停止进犯。回军后，刘雄升任军司马，进爵为侯，食邑一千四百户。同年，刘雄从绥州出发，巡检北边川路，稽胡首领乔白郎、乔素勿同等人渡过黄河前来攻击刘雄，刘雄将他们都击败了。
建德初年（572年），刘雄出任纳言，转任军正，又再度任纳言。建德二年（573年），刘雄转任内史中大夫，任候正。周武帝曾从容对刘雄说:“古人云:‘富贵不回故乡，犹如穿着锦衣夜游。’我想派你回本州当刺史，怎么样？”刘雄叩头拜谢。于是周武帝诏令以刘雄出任河州刺史，刘雄之前担任过故乡的县令，如今再度有此任职，乡里以为荣耀。建德四年（575年），刘雄随柱国李穆出轵关，进攻邵州等城，攻占了它们，因功获得赏赐。
建德五年（576年），皇太子宇文赟西征吐谷浑，刘雄从凉州随滕王宇文逌率军先入吐谷浑境内，离伏俟城二百多里，宇文逌派刘雄先到城东放火，响应宇文赟的大军，吐谷浑洮王率七百多骑兵迎战。当时刘雄所部数百人先已分派侦察布哨，身边只留了二十多人。刘雄就率领他们与敌人交战，斩首七十多级，刘雄也损失了三个骑兵。此后刘雄跟随宇文逌连战吐谷浑人，刘雄功劳居多，获得赏物非常厚。等到周军返回时，伊娄穆殿后，被敌人包围，宇文赟命令刘雄救援伊娄穆。刘雄率领一千骑兵解除了伊娄穆的包围，增加食邑三百户，加上开府仪同三司。
建德五年，北周东讨北齐，刘雄跟随宇文宪攻克洪洞，占领永安。回军时，刘雄又和宇文宪支援晋州。还没到晋州时，齐后主已经亲自率领大军围攻晋州，晋州就要陷落，宇文宪派刘雄前往侦查敌人的军势。刘雄率领步兵骑兵一千人，鸣鼓吹响号角，让晋州城中得知援军到来。不久周武帝率军前来，齐后主退走。刘雄又跟随周武帝平定并州，加上大将军，进爵赵郡公，食邑两千户。建德六年（577年），刘雄跟随平定邺城，进位柱国。同年，刘雄跟随宇文宪北征稽胡，军队返回后刘雄镇守幽州。
宣政元年（578年）四月，突厥佗钵可汗入侵幽州，掠夺居民，刘雄出战被突厥包围，在阵中战死，朝廷赠予亳州总管、七州诸军事、亳州刺史。刘雄的儿子刘昇继承爵位，因为刘雄为国捐躯，刘昇在大象末年官至仪同大将军。